# М'яке піднебіння
М'яке піднебіння (лат. palatum molle) — задня частина піднебіння, складка слизової оболонки, звішується у ссавців над основою язика і відокремлює ротову порожнину від глотки.

## Будова
Слизова оболонка м'якого піднебіння — дуплікатура слизової порожнини носа, в її товщі розташовані м'язи м'якого піднебіння. Задній відділ представлений вільно звисаючою піднебінною завіскою (velum palatinum), яка закінчується язичком (uvula). Язичок розділяє м'яке піднебіння на дві дугоподібні половини, які у напрямку до бічних стінок зіва поділяються на дві піднебінні дуги (arcus palatini): передню, або піднебінно-язикову (arcus palatoglossus), що прямує до бічного краю язика, і задню, або піднебінно-глоткову (arcus palatopharyngeus), що переходить у слизову оболонку глотки. Між обома дугами лежать піднебінні мигдалики (tonsillae palatinae). Зовні м'яке піднебіння вкрите плоским багатошаровим епітелієм. Іннервація слизової оболонки здійснюється язико-глотковим нервом.

### М'язи м'якого піднебіння
Є п'ять м'язів м'якого піднебіння відіграють важливу роль при ковтанні та диханні.
- Мя'з-натягувач піднебінної завіски (m. tensor veli palatini) — бере участь у ковтанні.
- М'яз-підіймач піднебінної завіски (m. levator veli palatini) — бере участь у ковтанні.
- М'яз язичка (m. uvulae) — підіймає і вкорочує язичок.
- Піднебінно-язиковий м'яз (m. palatoglossus) — бере участь у процесі дихання.
- Піднебінно-глотковий м'яз (m. palatopharyngeus) — бере участь у ковтанні.

Завдяки діяльності м'язів, м'яке піднебіння може, відхиляючись назад і вгору і зближуючись з бічними сторонами глотки, відгороджувати верхню ділянку останньої з задніми носовими отворами від решти глотки (при ковтанні).
Іннервація здійснюється гілками трійчастого і блукаючого нервів.
Кровопостачання забезпечується висхідною піднебінною артерією (гілкою лицевої артерії), низхідною піднебінною артерією (гілкою верхньощелепної артерії).
Венозний відтік відбувається через піднебінну вену (впадає в лицеву вену).
Лімфовідтік відбувається через заглоткові лімфатичні вузли.

## Функція
М'яке піднебіння рухоме, що складається з м'язових волокон, обкладене у слизовій оболонці. Воно несе відповідальність за закриття носових каналів під час акту ковтання, а також для закриття дихальних шляхів. Під час чхання він захищає носовий прохід, відволікаючи частину виділеної речовини до рота.
У людей язичок висить від кінця м'якого піднебіння. Дослідження показують, що язичок практично не бере участь у процесі хропіння. Це було показано через невідповідність результатів операції з видалення язичка. Хропіння більш тісно пов'язане з жирним відкладенням в глотці, збільшенням мигдаликів кільця Пирогова-Вальдеєра або відхиленням від перегородки, торкаючись язичка або кінця м'яке піднебіння викликає сильний рефлекс у більшості людей.